# Waschhaus (Ambleville)

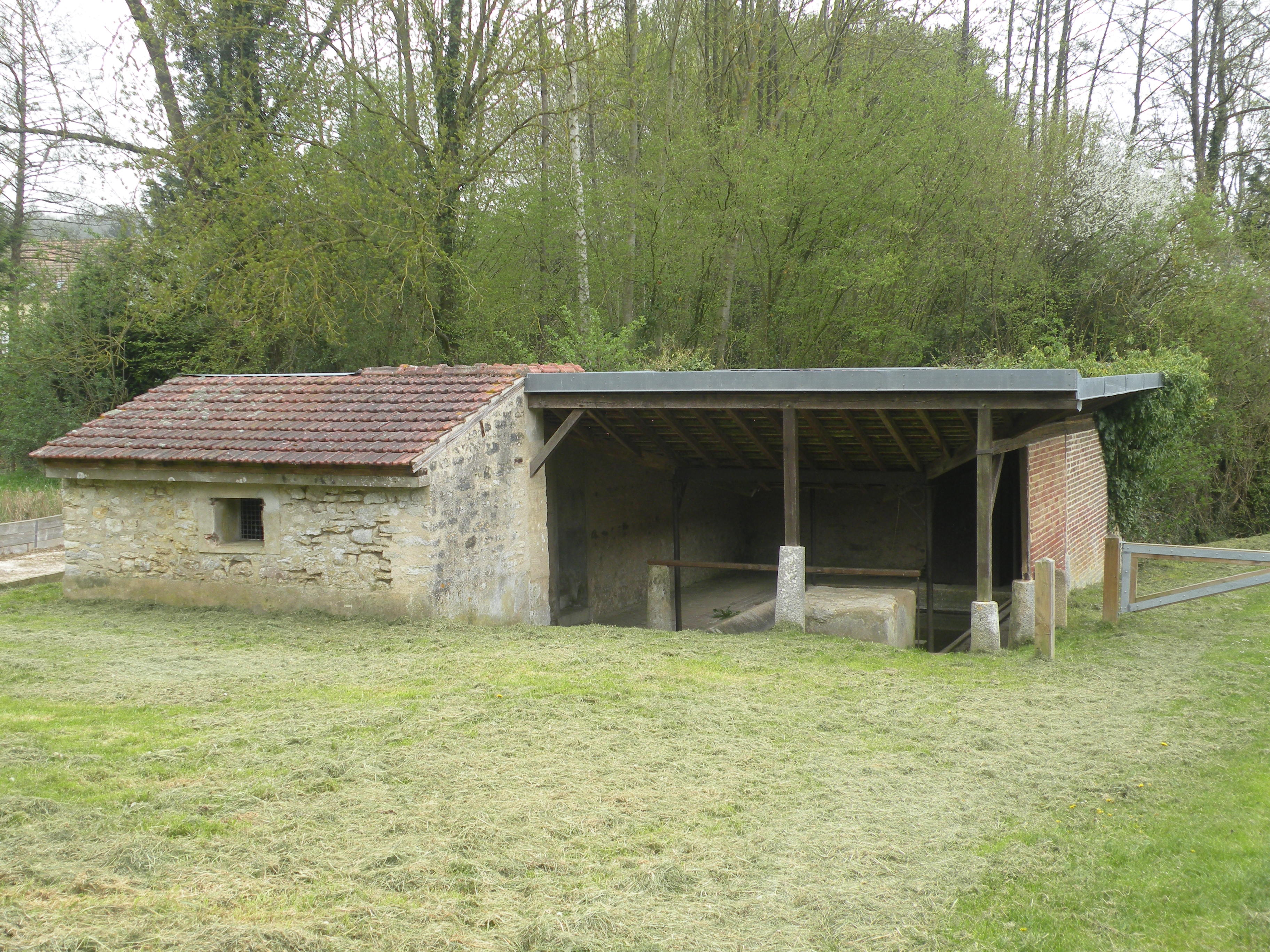
Waschhaus in Ambleville

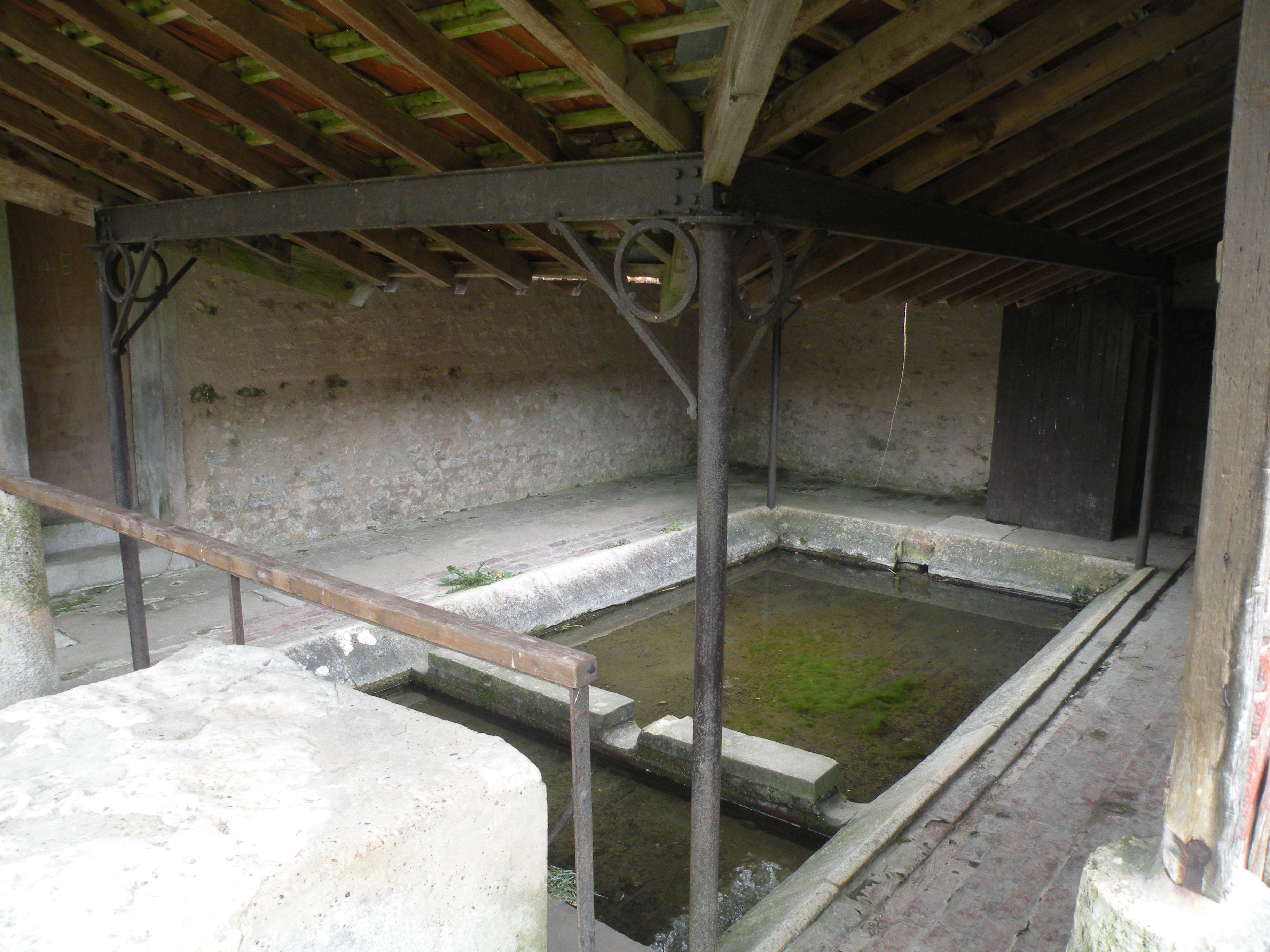
Wasserbecken

Das Waschhaus (französisch lavoir) in Ambleville, einer französischen Gemeinde im Département Val-d’Oise in der Region Île-de-France, wurde im 19. Jahrhundert errichtet. Das Waschhaus steht in der Gemarkung Le Vaumion. 
Das öffentliche Waschhaus aus Bruch- und Ziegelsteinen besteht aus einem geschlossenen Gebäude und einem überdachten rechteckigen Wasserbecken. Während das erstere mit Ziegeln gedeckt ist, wird das andere durch ein Zinkdach geschützt, das auf Gusseisensäulen ruht.